# Kojonselkä
Kojonselkä är en vik i Finland. Den är en del av Pielisjärvi och ligger i Juga i landskapet Norra Karelen, i den centrala delen av landet, 400 km nordost om huvudstaden Helsingfors.